# 屯門政府合署

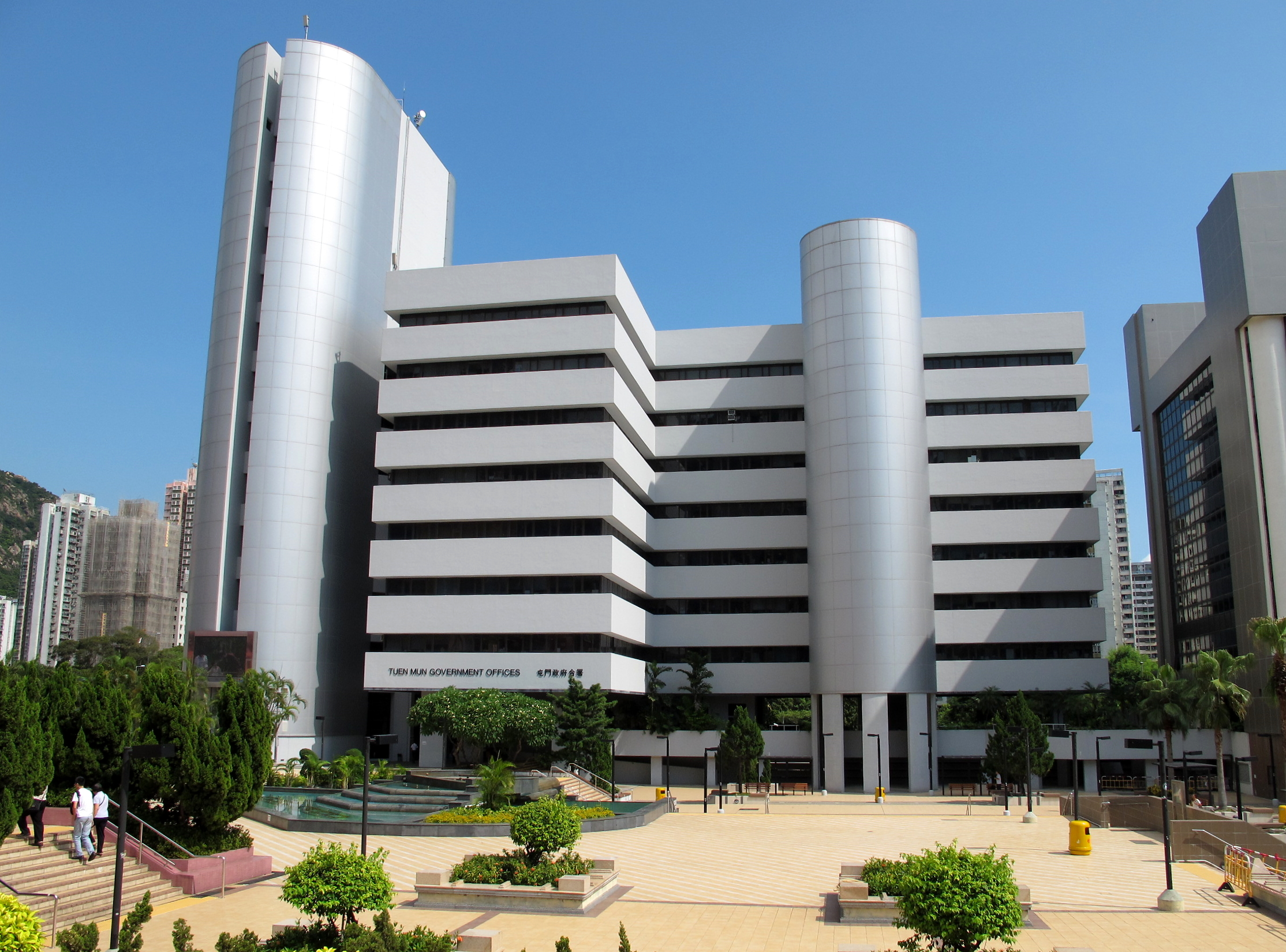
屯門政府合署位於屯喜路1號，屯門文娛廣場之西南面。

屯門政府合署（英語：Tuen Mun Government Offices），於1986年落成，是香港政府辦公大樓，位於香港新界屯門屯喜路1號，是屯門新市鎮主要政府建築。屯門政府合署樓高7層，隔鄰是屯門裁判法院；是屯門大會堂建築群的大樓之一。
屯門政府合署大樓內有民政事務總署屯門諮詢服務中心、屯門民政事務處、社會福利署的友愛家庭服務中心、勞工處的屯門職安健辦事處、屯門食物環境衛生署、地政總署的屯門地政處等政府部門的辦事處。

## 資料來源
1. ↑  .   [2016-11-06]. （原始内容存档于2016-10-02）.
2. ↑  .   [2016-11-06]. （原始内容存档于2017-02-02）.
3. ↑  .   [2016-11-06]. （原始内容存档于2016-12-29）.
4. ↑  .   [2016-11-06]. （原始内容存档于2017-01-28）.
5. ↑  銅鑼灣波斯富街＞屯門及元朗 的存檔，存档日期2016-10-02.

## 外部連結
- 屯門政府合署地圖 （页面存档备份，存于）

22°23′25″N 113°58′35″E / 22.390372°N 113.9762825°E